# Piazza della Libertà

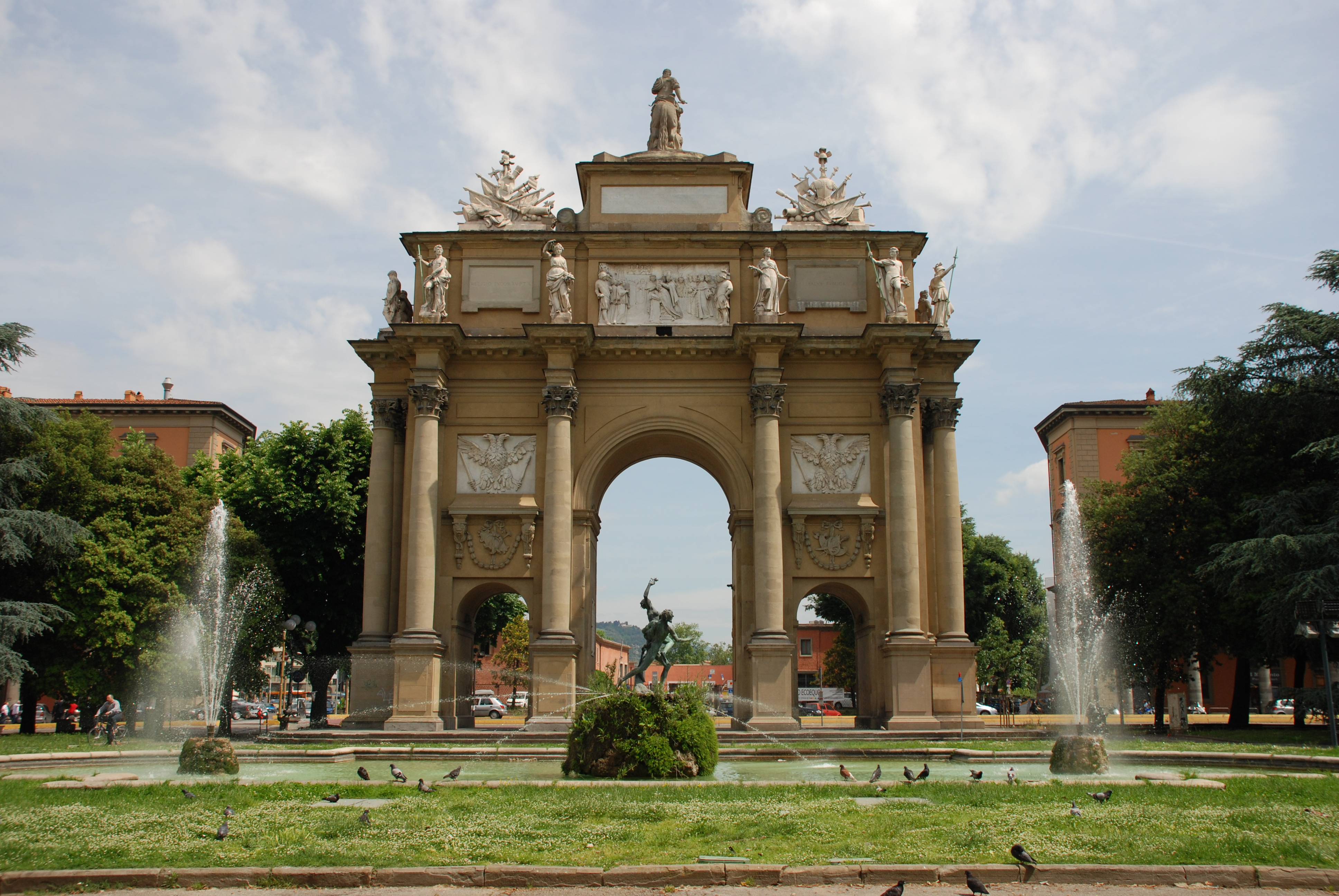
El Arco de Triunfo visto desde la Porta San Gallo.

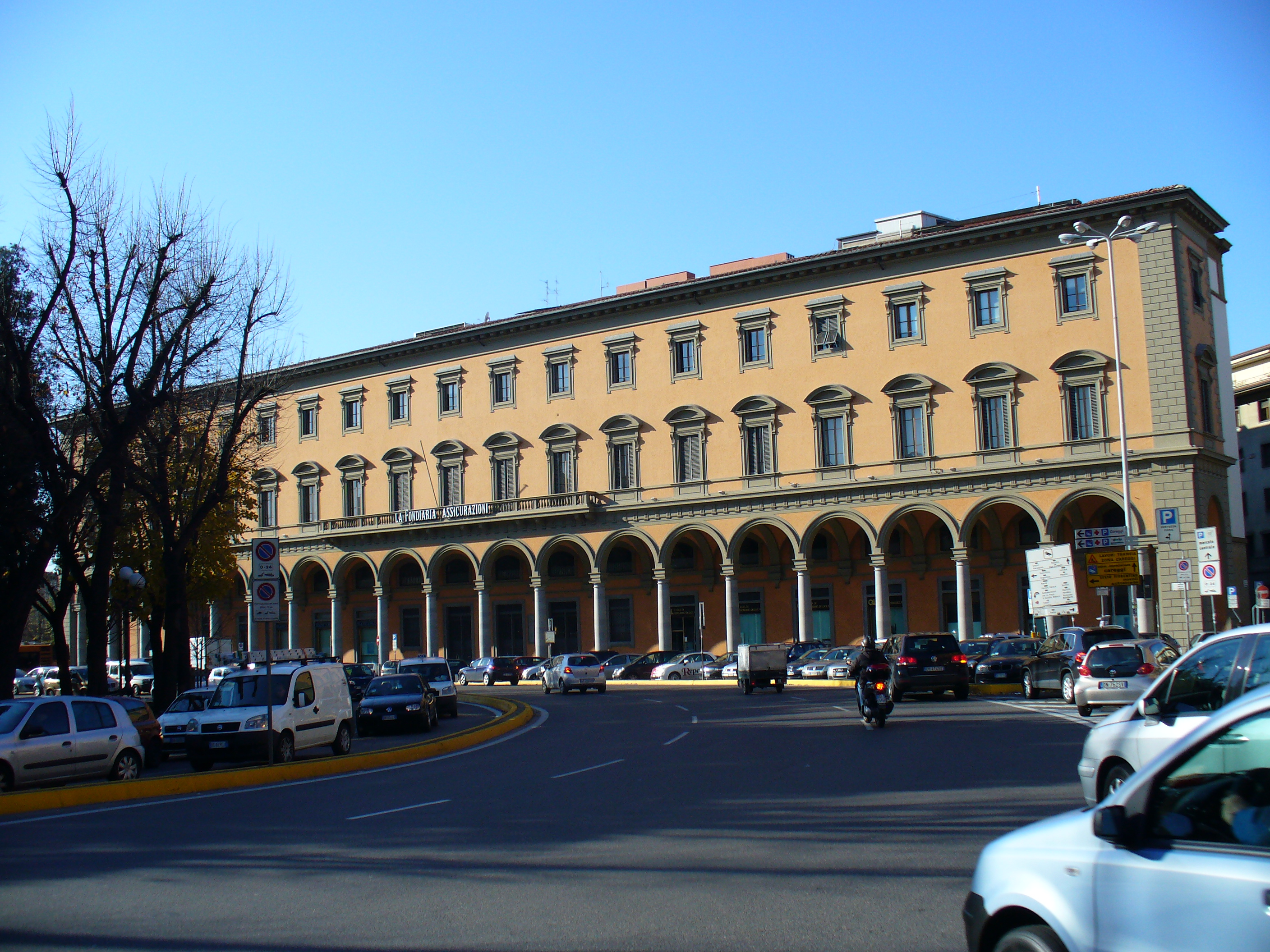
El Palazzo Fondiaria Sai.

La Piazza della Libertà es una plaza que constituye el punto más septentrional del centro histórico de Florencia, Italia. Fue construida en el siglo XIX durante las obras para la creación de los Viali di Circonvallazione.

## Historia y arquitectura
En el siglo XIV existía un espacio abierto alrededor de la Porta San Gallo que se llamaba Piazza di Porta San Gallo. Este espacio era muy reducido debido a la presencia de un foso defensivo.
En 1738 se produjo una primera transformación al construirse el Arco de Triunfo para celebrar la llegada de la dinastía de Lorena a Florencia tras la extinción de los Médici.
Desde 1865 la plaza fue modificada debido a la demolición de las murallas, y reconstruida con un diseño completamente nuevo por Giuseppe Poggi, quien entre 1865 y 1875 creó la actual plaza elíptica rodeada de palacios uniformes caracterizados por pórticos, en un sobrio estilo clasicista. En el centro se creó un jardín entre la antigua puerta y el Arco de Triunfo, separados por una fuente con un estanque. Alrededor de este jardín se plantaron árboles de tronco alto, que dan sombra y hacen de separación entre el jardín y el tráfico de las calles que lo rodean.
En el siglo XIX la plaza estaba dedicada a Camillo Cavour. En 1930 se cambió su nombre (ya había una Via Cavour en Florencia) por el de Piazza Costanzo Ciano, almirante del régimen; en 1944 se cambió de nuevo su nombre por el de Piazza Muti, y en 1945 recibiría su denominación actual de Piazza della Libertà.
En el lado noroeste de la plaza se encuentra el palacio del grupo Fondiaria-SAI; era la sede histórica de "La Fondiaria Assicurazioni", antes de la fusión con la Società Assicuratrice Industriale.

## El Parterre
Más compleja es la historia del Parterre, que cierra el lado norte de la plaza. Como sugiere su nombre, se trataba de un "jardín francés" construido en el siglo XVIII por órdenes del gran duque Pedro Leopoldo. Poggi no lo tocó en su remodelación, pero en 1922 el arquitecto Enrico Fantappié construyó allí el Palazzo delle Esposizioni, que fue el principal centro de exposiciones de la ciudad hasta la construcción del Padiglione Spadolini en la Fortezza da Basso. Actualmente solo se conserva una parte del palacio original, debido a que con ocasión del Mundial de Italia '90 se construyó un gran aparcamiento subterráneo y un edificio polivalente para iniciativas culturales como conciertos, proyecciones, presentaciones de libros...

## Galería de imágenes

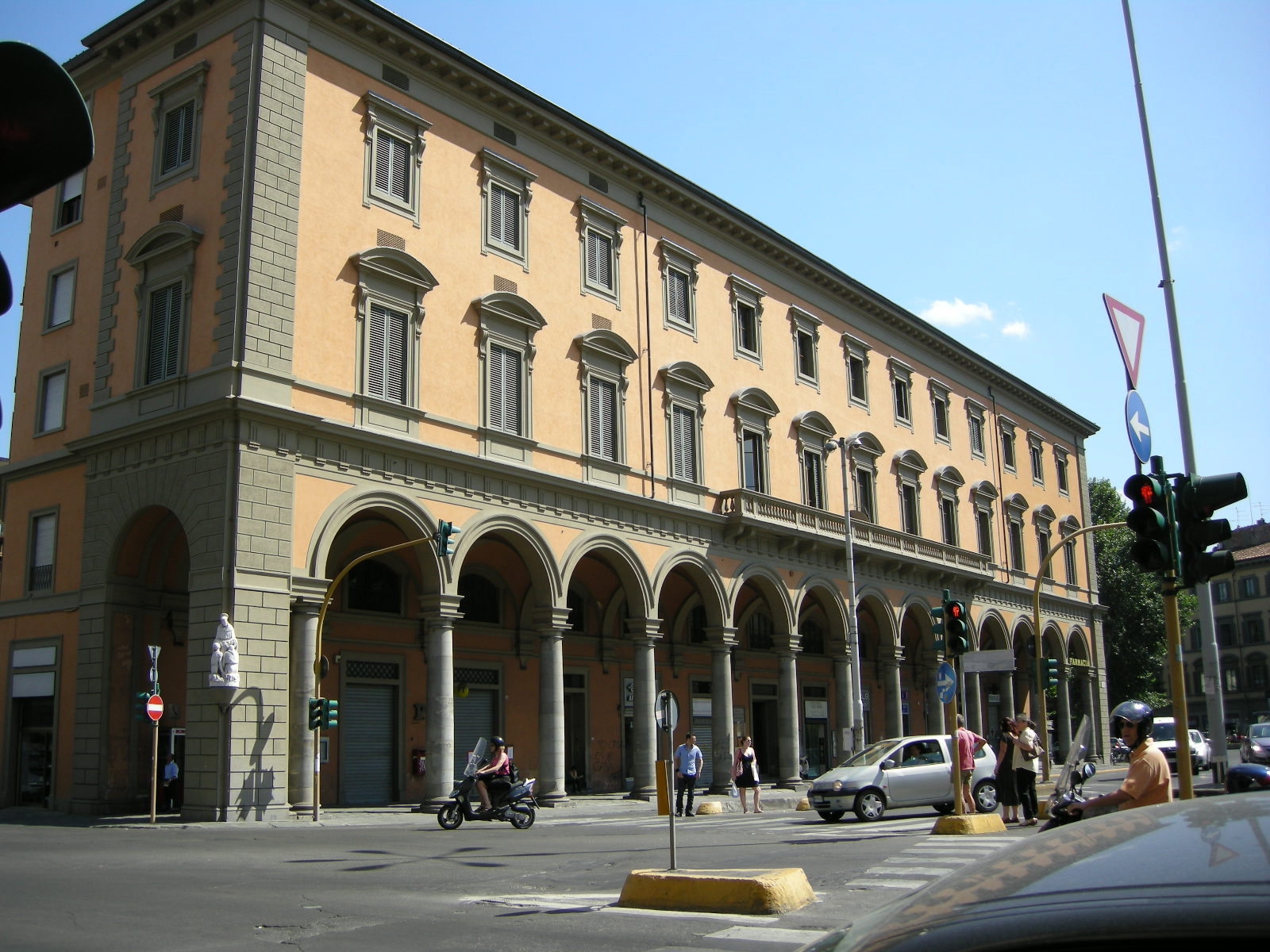
Pórticos.
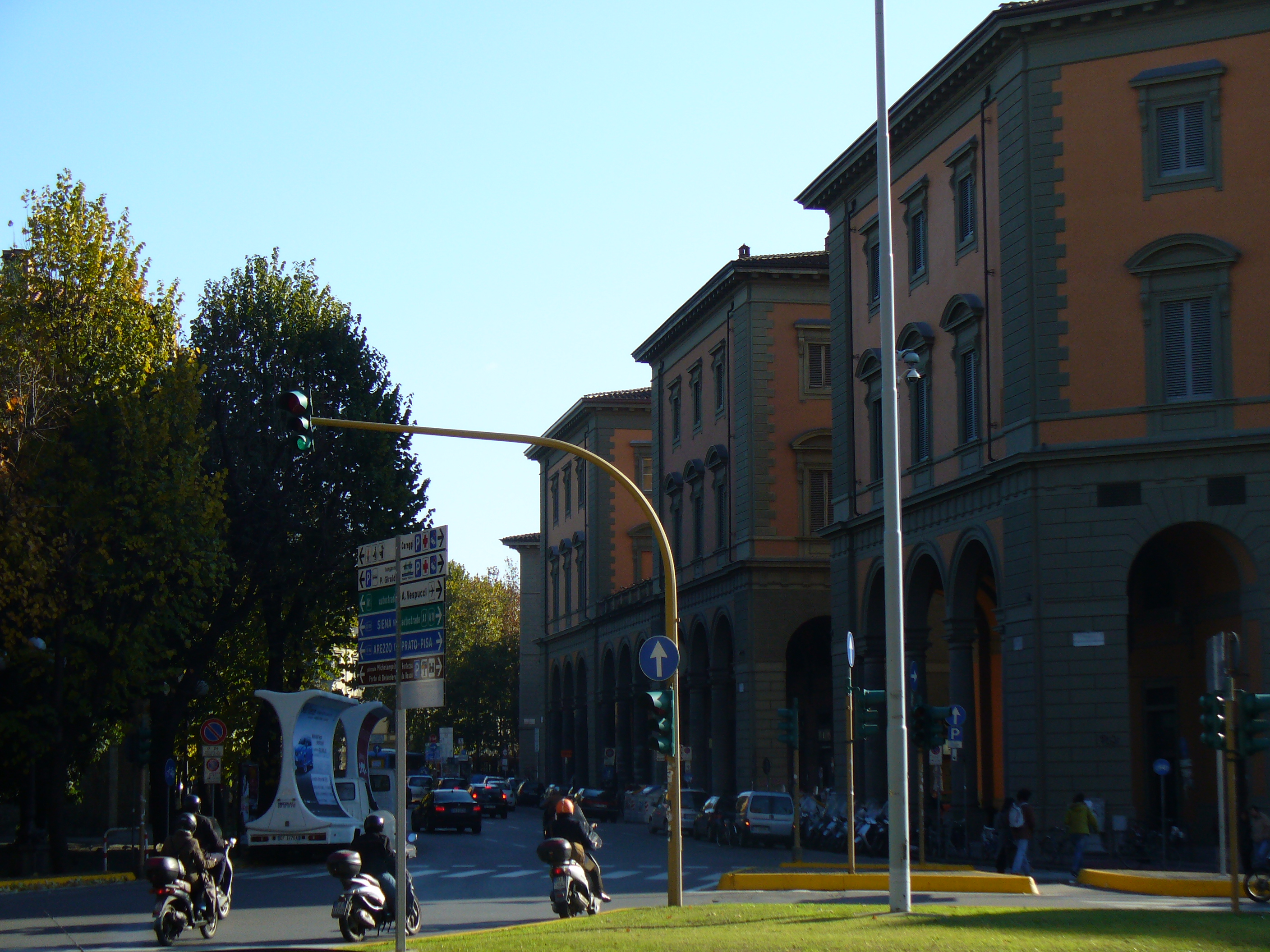
Imagen de la plaza.
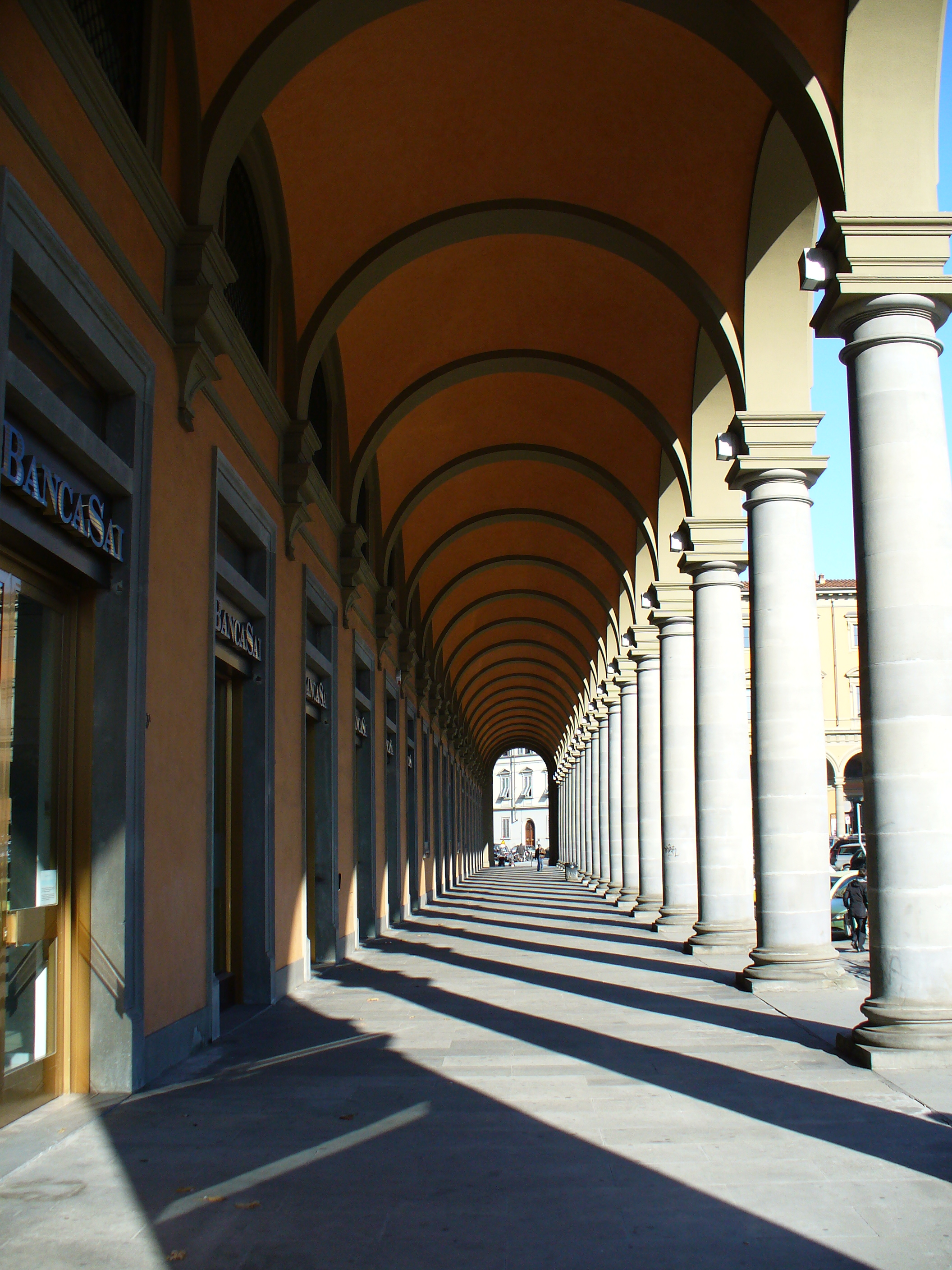
Los pórticos del Palazzo della Fondiaria.
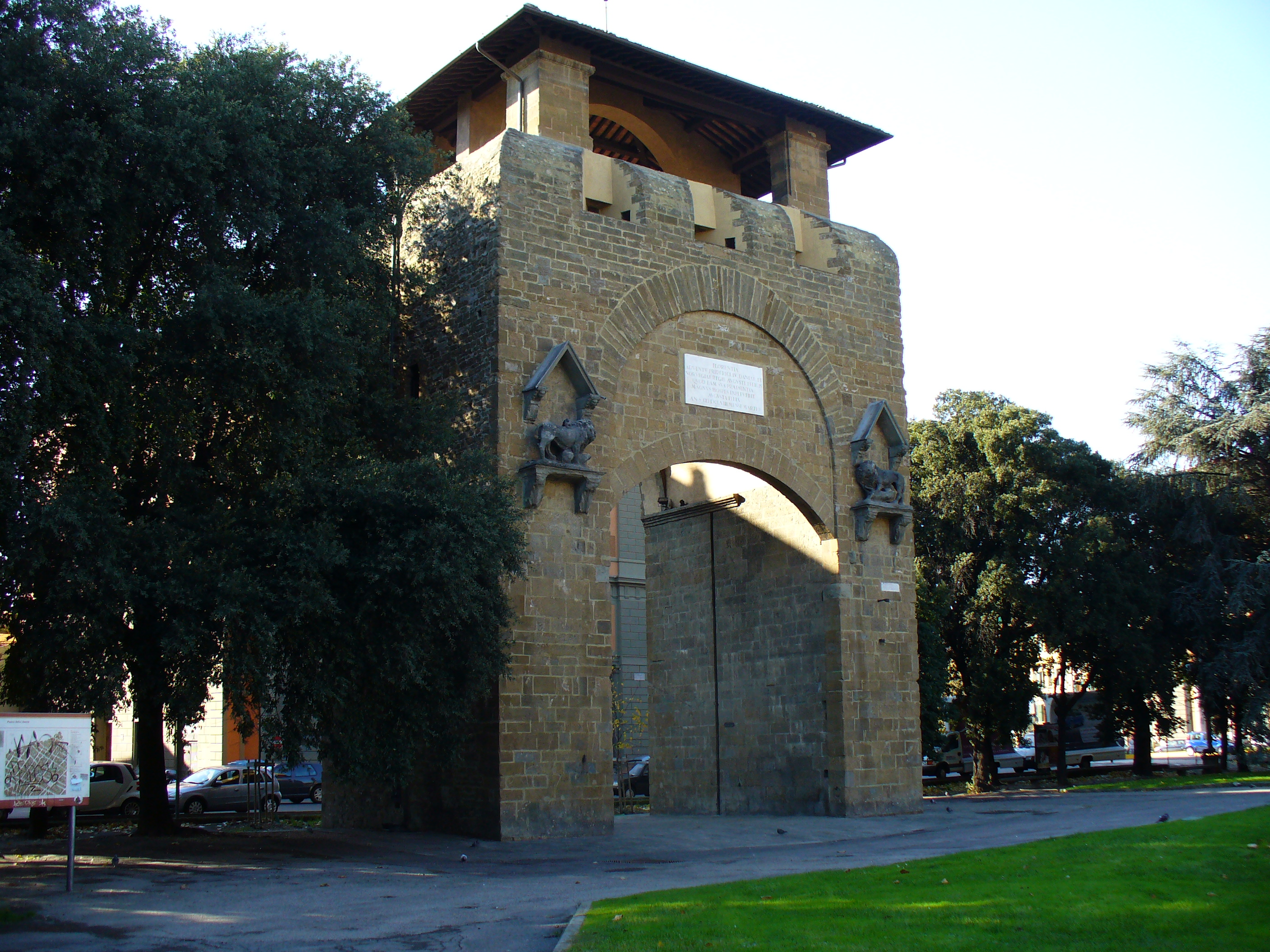
La Porta San Gallo.
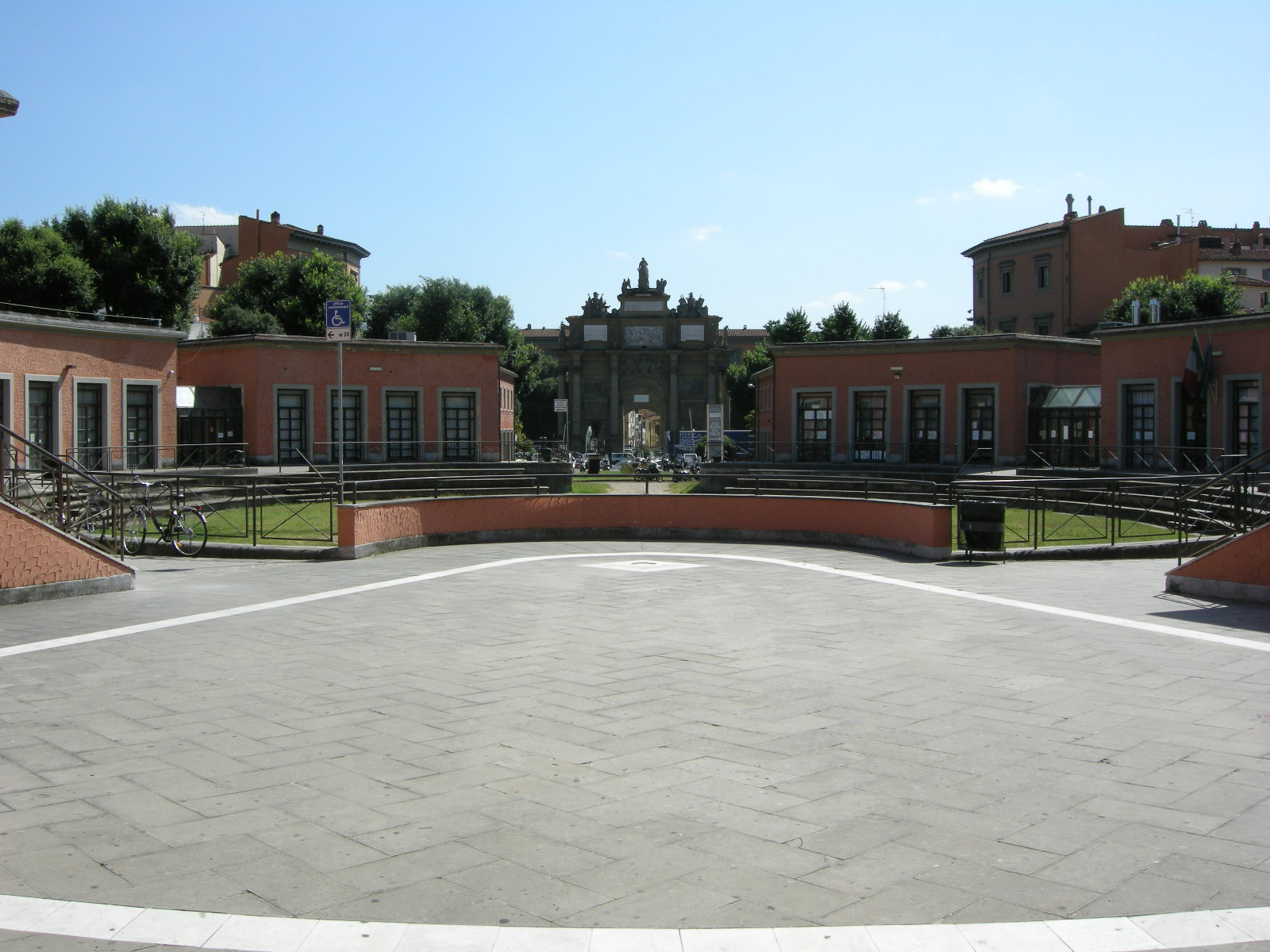
El Parterre.
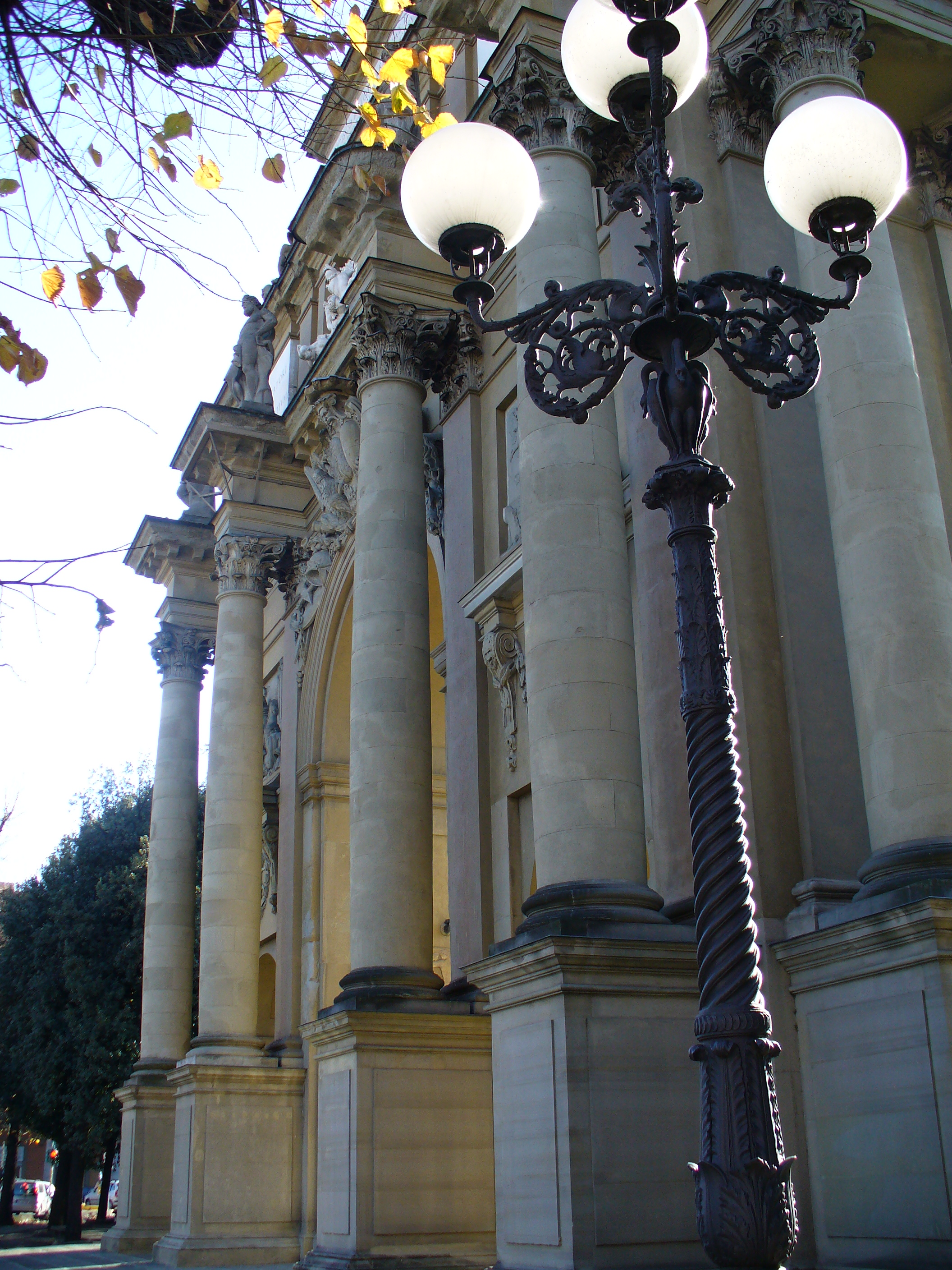
El Arco de Triunfo.
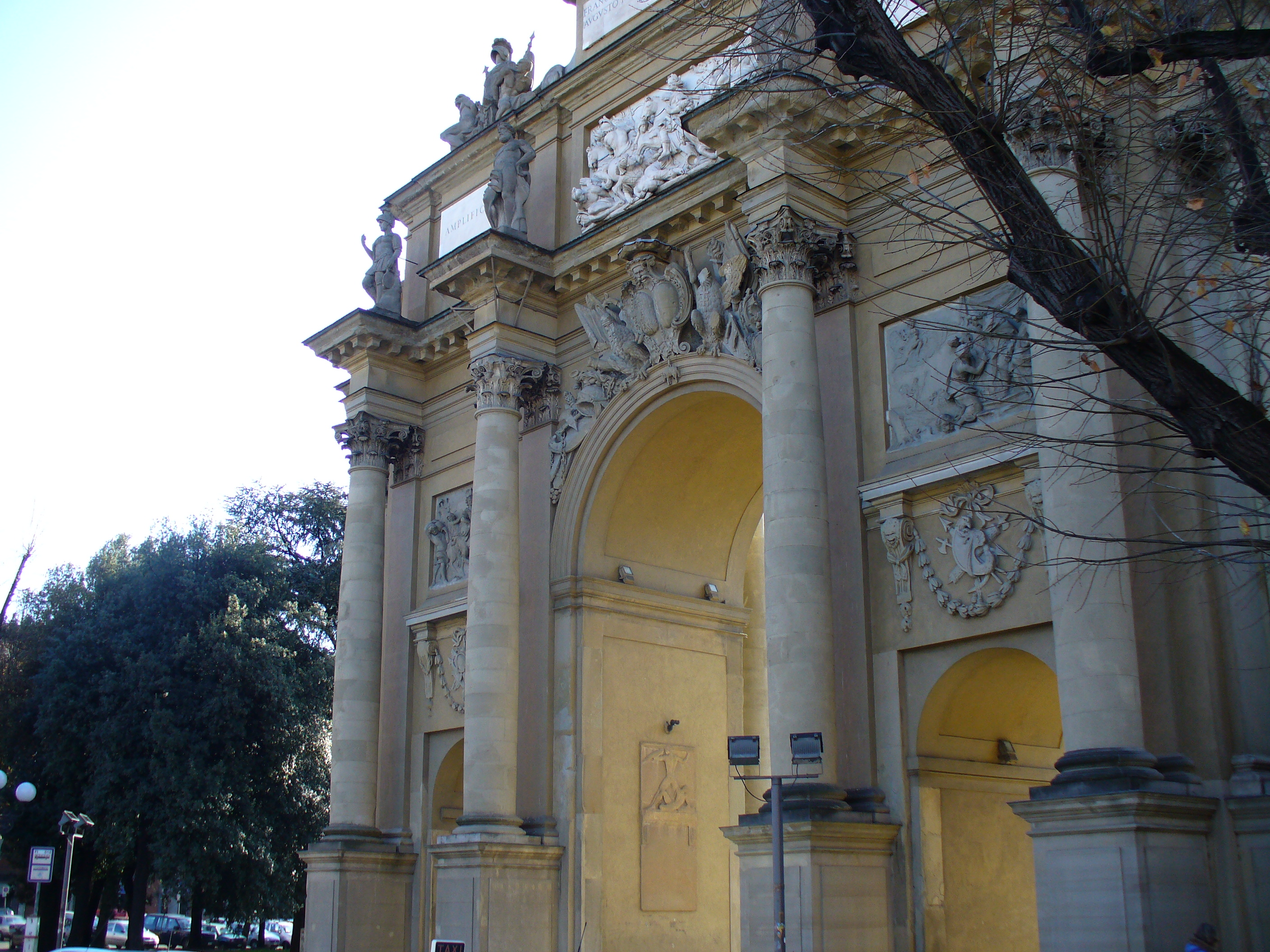
El Arco de Triunfo desde el Parterre.
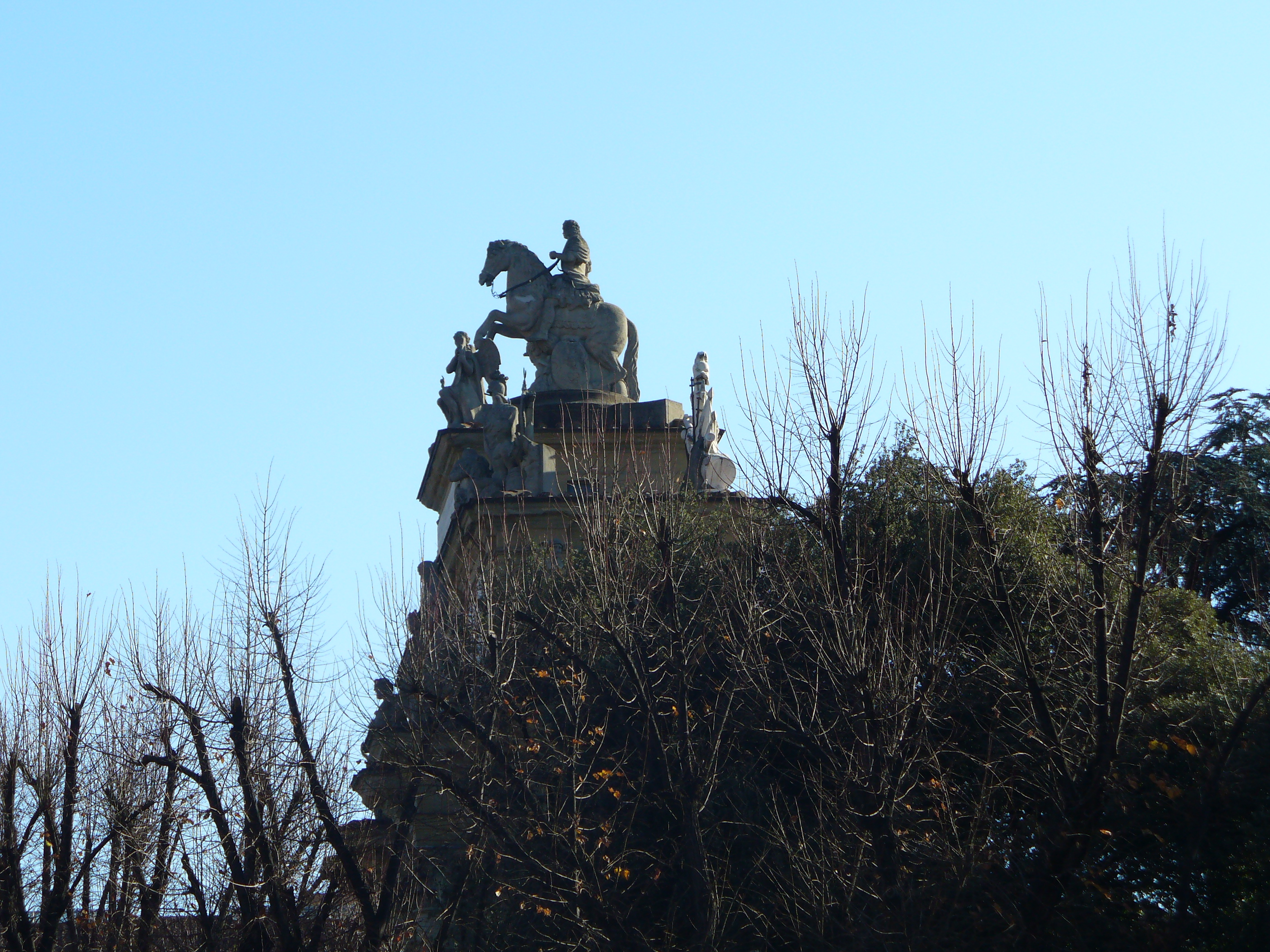
Estatuas del Arco de Triunfo.
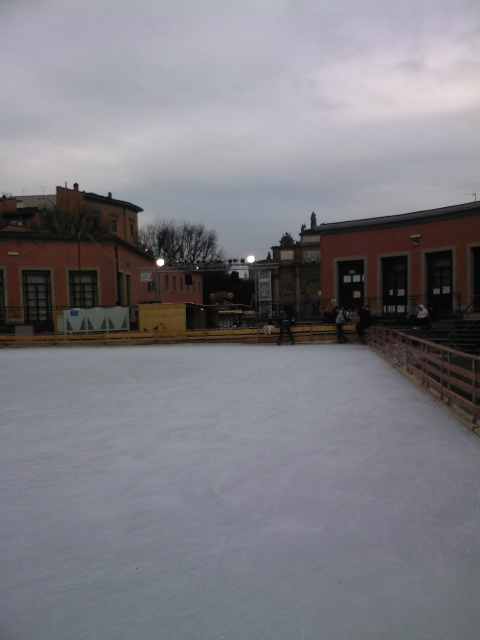
La pista de patinaje.